# Марія Софія Гессен-Кассельська
Марі́я Софі́я Фредері́ка Ге́ссен-Ка́ссельська (нім. Marie Sophie von Hessen-Kassel),  (нар. 28 жовтня 1767 — пом. 22 березня 1852) — принцеса Гессен-Кассельська з Гессенського дому, донька ландграфа Гессен-Кассельського Карла та данської принцеси Луїзи, дружина короля Данії та Норвегії Фредеріка VI. Регентка Данії у 1814—1815 роках.

## Біографія
Марія народилась 28 жовтня 1767 року в Ганау. Вона була первістком в родині ландграфа Гессен-Кассельського Карла та його дружини Луїзи Данської. Згодом у дівчинки з'явилися молодші брати Вільгельм, Фредерік та Крістіан і сестри Юліана та Луїза Кароліна.
Значну частину дитинства Марія Софія провела у Данії, де її батько займав різні адміністративні посади. Зазвичай сімейство мешкало у Готторпському замку та новозбудованому маєтку Луїзенлунд. Проте виховання дівчина отримала німецьке, німецька ж мова була її першою. Вона виросла красунею із духовними інтересами, полюбляла літературу та мистецтво. Як і батько, цікавилася містицизмом, була мрійницею. 
У віці 23 років вийшла заміж за свого кузена-однолітка, кронпринца Данії Фредеріка. Фактично він був правителем при недієздатному батькові. Марію він обрав за дружину аби продемонструвати свою незалежність від двору, який вимагав більш впливового шлюбного союзу. Ідею весілля також підтримав батько принцеси.
Вінчання відбулося 31 липня 1790 року у каплиці Готторпського замку. Шлюб був радо зустрінутий громадськістю, оскільки наречена не вважалася іноземкою. Її офіційний в'їзд до Копенгагена відбувся 14 вересня 1790 року і був змальований як справжній тріумф. Дуже швидко молода кронпринцеса вивчила і данську мову.
У подружжя народилося восьмеро дітей, з яких лише дві доньки досягли дорослого віку. Між 1805 та 1808 роками родина мешкала у Гольштейні.

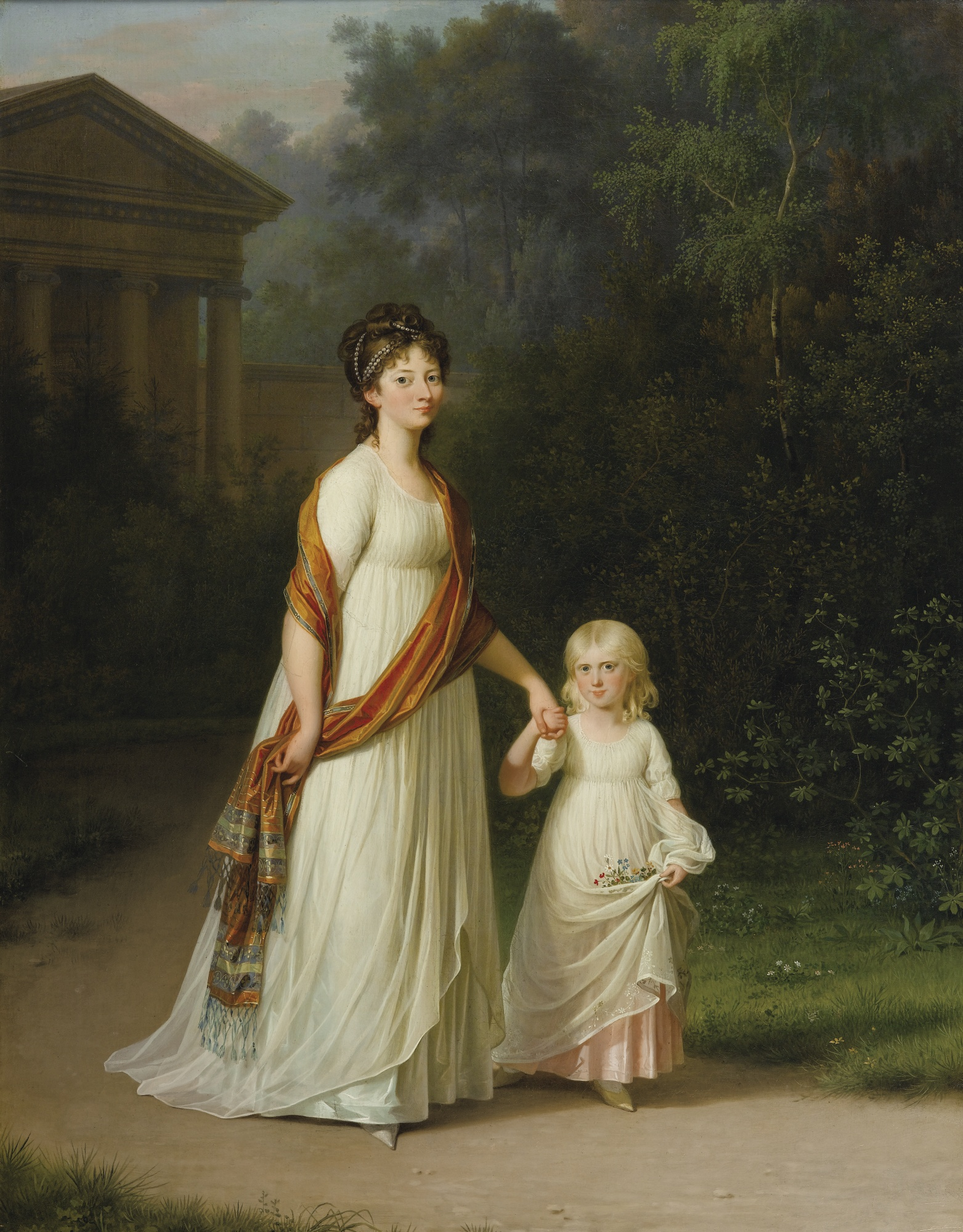
Марія Софія із донькою Кароліною, портрет Єнса Юля

У 1808 році Фредерік офіційно став королем Данії та Норвегії.  31 жовтня 1809 року Марія вдруге зробила свій офіційний вхід до столиці, який лише підтвердив її особисту популярність. Однак, при дворі королеву затьмарювала сестра її чоловіка, Луїза Августа, яка вирізнялася красою і була справжньою першою леді. До того ж вона відчувала великий тиск через відсутність спадкоємця престолу. Народження молодшої доньки призвело до гінекологічної травми, і Марія більше не могла мати статевих стосунків. За роки подружнього життя у неї склалися дружні відносини із чоловіком, і вони продовжували жити в повазі один до одного, не зважаючи, що після цього Фредерік почав заводити коханок.
Після зречення у 1814 році імператора Наполеона, який був союзником Данії, унія розпалася, і Норвегія вступила у союз зі Швецією. На Віденському конгресі Фредерік був без дружини. Марія була залишена в ролі регента країни і виконувала ці функції від 5 вересня 1814 до 1 червня 1815 року. На думку критиків, вона дуже добре справилася зі своєю роллю.
І на початку правління Фредеріка, а особливо після закінчення наполеонівських війн, королівська родина стала популярним символом сімейного життя. Король у супроводі дружини та доньок часто бували на публіці, прогулюючись пішки у столичному парку чи плаваючи на човні каналами.
Марія Софія після закінчення регентства вела тихе та спокійне життя, виконуючи переважно представницькі функції. Цікавилася політикою, генеалогією та історією. Протегувала жіночу благодійну організацію «Det Kvindelige Velgørende Selskab». Сприяла обранню кандидатури принца Крістіана Данського як спадкоємця престолу.
У 1839 році Фредеріка не стало. Королеві на той час виповнився 71 рік. Після смерті чоловіка вона зовсім відійшла від придворного життя, залишаючись лише поважним символом старого часу. Мешкала у Фредеріксборзі та Амалієнсборзі. В останні роки відзначалася релігійністю та доброзичливістю. Хворобливо поставился до повстання у герцогствах Шлезвіг та Гольштейн у 1848 році, які переросли у Дансько-пруську війну.
Померла 22 березня 1852 року. Похована у соборі Роскілле.

## Родина

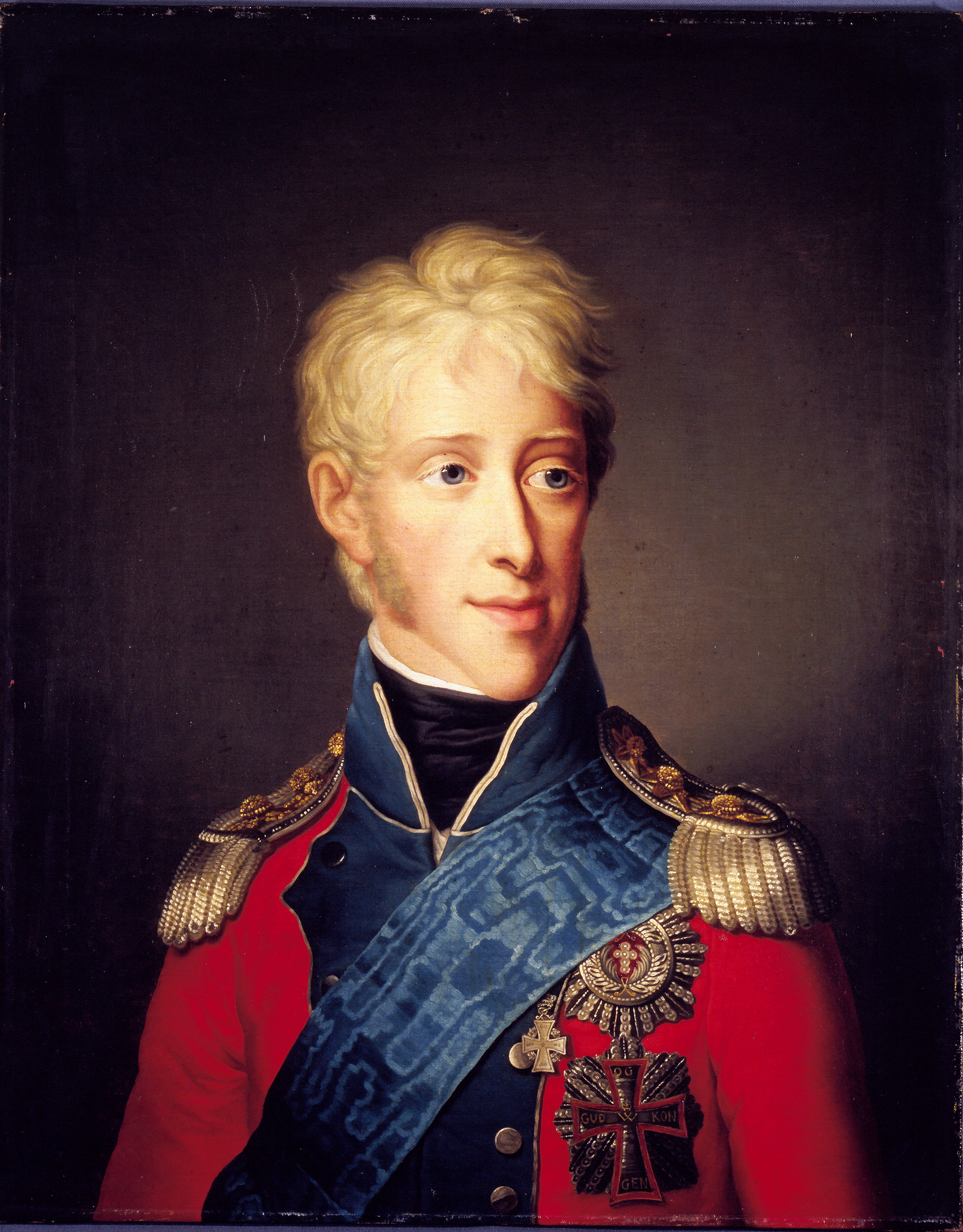
Фредерік Данський, портрет Фрідріха Карль Грьогера, 1808

Чоловік — Фредерік VI, король Данії та Норвегії
Діти:
- Крістіан (22—23 вересня 1791) — прожив 1 день;
- Марія Луїза (1792—1793) — прожила рік;
- Кароліна (1793—1881) — дружина данського принца Фердинанда, дітей не мала;
- Луїза (21 серпня—7 грудня 1795) — прожила три місяці;
- Крістіан (1—5 вересня 1797) — прожив 4 дні;
- Юліана Луїза (12—23 лютого 1802) — прожила 11 днів;
- Фредеріка Марія (3 червня—14 липня 1805) — прожила місяць;
- Вільгельміна Марія (1808—1891) — дружина данського принца Фредеріка, згодом — герцога Шлезвіг-Гольштейн-Зондербург-Глюксбурзького Карла, дітей не мала.

## Нагороди
- Дама ордену королеви Марії Луїзи №292 (Іспанія) (17 квітня 1834);
- Великий командор ордену Данеброг (28 січня 1840).